# Mauritia depressa
Espèce
L'espèce Mauritia depressa est un mollusque appartenant à la famille des Cypraeidae.
- Répartition : est de l’Afrique et centre de l’océan Pacifique, dans les eaux agitées.
- Longueur : de 2,5 à 5,5 cm[1].

Ce coquillage de dimension moyenne est marron et blanc avec de nombreuses taches.